# Andrei Popa
Andrei Popa (sau Andrii Popa) a fost un haiduc originar din Seaca, județul Olt.

## Biografie
Andrei Popa se alătură lui Iancu Jianu și atacă Vidinul și Plevna. Ceata lui avea sarcina să recupereze din seraiul pașalei și din seraiul vânzătorilor de cadâne, cele câteva zeci de fete furate de turci. Numai că Andrii Popa nu se poate hotărî și încarcă toate cadânele găsite, peste 500, în mai multe căruțe și le trece Dunărea în Oltenia. Aici, fetelor pământului le dă drumul la casele lor, apoi le vinde pe celelalte ca neveste la oameni, erau frumoase și supuse așa că aveau destulă căutare. Prețurile depindeau de mușteriu, de la prețuri mai mult simbolice, o șa, o armă, până la sume bune de bani. Trece chiar munții în Transilvania cu peste o sută de cadâne, care îi rămăseseră și le vinde și pe ele ca neveste în satele de munte locuite de români.
Tot despre aceasta întâmplare; după 3-4 ani, un velpașa și oameni ai domniei vin să caute cadânele, promițând că vor fi libere să plece unde vor, dar cele câteva zeci pe care reușesc să le afle din vorbă în vorbă refuză să plece. Aveau de acum copii, familii, deveniseră țărănci.
Tot despre Andrei Popa se spune că este întemeietorul satului Palilula, un sat în preajma Craiovei ascuns privirilor de o vale săpată de ploi probabil, chiar în vârful unui deal, o forma ciudată de relief, în plus dealul este ascuns privirilor din două părți de păduri iar în părțile libere, valea fiind ascunsă de creasta dealului. Se zice că și-a ales câteva cadâne și a trăit mult timp ascuns acolo împreună cu tovarășii săi, nu ieșea decât să haiducească și vara când fântâna seca pe perioadă de secetă. Fântânile sunt și azi o problemă la Palilula, datorită apei freatice care este la o adâncime foarte mare. Se mai spune că satul întemeiat de el nu a fost găsit niciodată de potere, nici de turci, nici măcar de nemți în Primul Război Mondial, când au ocupat Craiova.

## Balada
Balada „Andrii Popa” a fost scrisă în 1843 de Vasile Alecsandri la Târgu Ocna, unde se povestește despre un hoț care fusese popă, fiind urmărit șapte ani de poteră și ucis abia în anul 1818 de unchiul poetului, Mihai Cozoni, la Valea Seacă, din goana calului, după o luptă cruntă de câteva ore.
Versurile baladei au fost puse pe muzică de formația Phoenix în 1974.